# پگزتون

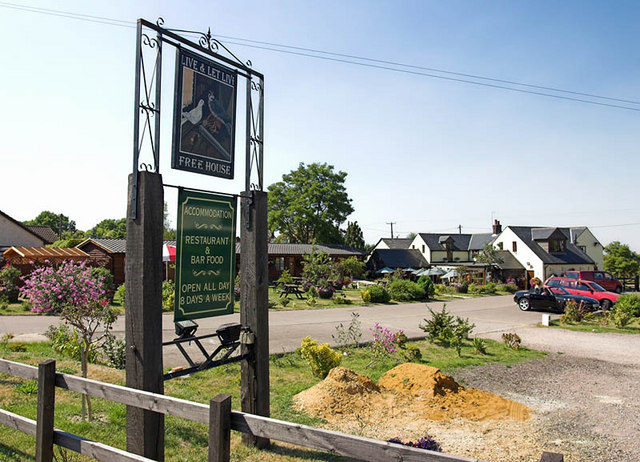
نمایی از دهکده پگزتون

پگزتون (به انگلیسی: Pegsdon) یک روستا در بریتانیا است که در بدفوردشر مرکزی واقع شده‌است.